# 關中 (中華民國政治人物)
關中（1940年6月9日—），中華民國政治人物、外交官、國際關係學學者，中國國民黨籍，满族瓜尔佳氏，生於天津市。歷任國民黨職與政府公職資歷豐富，被視為中華民國反共愛國聯盟精神領袖。
關中曾任考試院長、銓敘部部長、行政院青輔會主委、立法委員，被視為國民黨連系人馬，黨職歷任副主席、秘書長、台灣省黨部主委、台北市黨部主委、政策會副秘書長、青工會副主任、國發院院長，另外曾任中國廣播公司董事長以及國立政治大學國際關係研究中心研究員。

## 簡歷
其「關」姓，是滿族八大姓「瓜爾佳氏」的汉姓之一，隸於满洲正白旗。其父親关大成是中華民國行憲後安東省選區的第一屆立法委員。

### 求學
關中於國立政治大學外交學系畢業，國立台灣大學政治學研究所肄業、美國麻州塔夫茲大學佛萊契爾國際關係學院文學碩士、外交法律碩士及國際關係博士。回國後初於大學任教，曾為國立政治大學國際關係研究中心資料組組長、國立政治大學東亞研究所講師、副教授以及國立臺灣大學政治學系兼任副教授。1965年獲中山獎學金而自政大赴美國進修。在美期間，適逢中華民國在聯合國失勢、釣魚臺風波、臺美斷交等重大外交事件，因此參與反共愛國聯盟。

### 黨務工作
1974年自美返國後，關中長期在國民黨黨內從事黨務工作。1977年起曾任國民黨青年工作會副主任、1979年任中央政策會副秘書長、1981年任臺北市黨部主委、1984年任臺灣省黨部主委，1987年任行政院青輔會主委，1987年11月任國民黨中央組工會主任，1989年6月兼任黨副秘書長。1982年國民黨台北市黨部主委任內，因台北市提名七名立委候選人（簡又新、蔡辰洲、林鈺祥、洪文棟、紀政、李志鵬、高忠信）全數當選，從此在政壇上乃有「七喜」（seven-up）「戰將」之稱。當時在關中主導下，國民黨提名大批被視為財團「金牛」的候選人參選立委，並動員社會網路及黨團組織，在黨外人士康寧祥傳統票倉萬華、龍山、雙園、建成大肆買票。讓蔡辰洲、高忠信、洪文棟如入無人之境，賄聲賄影。:371-372成功使國民黨提名七名立委候選人全數當選。
1989年縣市長選舉，關中身兼國民黨副秘書長兼組工會主任，負責縣市長選戰。他直指國民黨除了嘉義市外，其他所有縣市國民黨將會勝出。例如彰化縣長的候選人有黑金成份，關中表示結果是國民黨將會是七比三，後來選舉結果，民進黨的周清玉是七，國民黨是三。加上屏東縣、臺北縣亦失守。
後關中因為種種問題而離開中央黨部，創辦了民間智庫性質的「民主文教基金會」。1992年當選立法委員，1990-1993年擔任國民黨黨營企業中國廣播公司、裕台公司董事長。1994年9月1日改任銓敘部部長，1996年9月1日任考試院副院長。2000年民進黨執政後，關中辭去考試院副院長職務，成為有任期保障之國民黨政務官中唯一因政黨輪替而提前辭職者。後任國民黨智庫國家政策研究基金會董事兼內政組召集人、國民黨國家發展研究院院長，為連戰擔任國民黨主席時的主要幕僚。
關中與連戰素有淵源，連戰擔任台大政治系所主任時，即曾聘請關中任教，後來連戰任職國民黨青年工作會主任時，關中又擔任其副手。2005年8月19日，在國民黨第十七次全國代表大會上，被新任主席馬英九任命為黨副主席。2007年，反共愛國聯盟成員吳敦義在該組織精神領袖關中推薦下，被任命為中國國民黨中央委員會秘書長；有評論認爲這象徵愛盟勢力在國民黨内復甦。
2020年11月23日於新書記者會上表示，於6月9日過完80歲生日，8月就生病住院。據《聯合報》報導，關中年中手術換了兩個人工膝關節，元氣大傷，淋巴瘤也因此病變成淋巴癌，8月住院化療兩個多月。

### 考試院長

#### 提名
2008年9月12日，由總統馬英九補提名為考試院院長，11月14日，獲得立法院85票同意票通過，12月1日就任第11任考試院院長。

#### 替公務員調薪
關中任內替提高軍公教福利政策辯解，包括替軍公教調薪三％的政策，但亦有地方政府擔心排擠地方財政與教育、社福預算。

#### 軍公教人員優惠存款
民進黨時代被國民黨砍成一半新台幣18萬的總統府秘書長等職位薪水，在其任內重新恢復到約31萬元，他認為政治上講究比例原則，有這種強勢地位就有這種強勢薪俸，不要因為其他因素加以扭曲。對於恢復軍公教18%，則表示早期公務人員是「弱勢」，「需要照顧」。這種「才說嘴就打了嘴」的說法無異於關中自己狠狠掌摑自己有多無恥（總統府秘書長的薪水，目前仍是部長級，這是立法委員的職權，要制定政務人員俸給條例明定各等級政務人員的薪俸，至於總統府秘書長該列何等級？則有待立法決定。）。  

#### 年金改革
關中對年金改革的主張，亦得罪臺灣的公務員：。
考試院院長關中近日屢屢站上火線，高舉改革大旗，一反考試院過去的保守作風，不僅為執政黨積弱不振的形象止血，幾番發言也深獲在野黨的肯定，堪稱中華民國有史以來最有存在感的考試院院長。「不具法律任用資格者在政府任職，就是黑官，黑官漂白情事絕對不容許！」
「如果不改革，最多五年，台灣就會變成希臘。」
「我們做了，一定會使許多人不滿意；但我們不做，一定會有更多人對我們失望。」
高分貝說出這些話的，不是在野黨的任何一人，而是主掌國家人事制度的考試院院長關中。因為他最近幾次的發言，讓許多人突然意識到：原來，考試院也可以成為焦點，考試院也會有不同的聲音。
月初，關中提出公務人員延後退休的新制「九○制」，就受到民進黨立院黨團總召柯建銘的肯定。曾任銓敘部政務次長的民進黨籍立委李俊邑指出：「公務人員退休制度還有很多細節值得討論，但院長目前提出來，都是正確的方向，符合他考試院院長的高度。」關中對公務員退休制改革六大主張：
- 調整提撥率。
- 降低所得替代率。
- 延後退休金起支年齡。
- 提高投資報酬率。
- 受益原則：繳多領多，繳少領少。
- 照顧弱勢，讓「高所得者少領，低所得者多領」。

綜論，關中提出的公務員年金改革與蔡英文政府於107年7月1日正式立法通過的版本在立法精神上大同小異。

#### 公務人員身分（階級）問題
關中認為公務人員跟一般人民不同，並且「薪水奇低」，「需要保障」。在接受廣播訪問時說，「絕大多數領十八％優惠存款利率的都是『窮苦人民』」。人事行政局局長吳泰成答覆國民黨立委趙麗雲質詢時說，公務員平均薪「只有」六萬元是受薪「中下」階級。
但台灣早期軍公教薪水看似不高，但當時的公教人員生活必需品配給、缺乏監督及非常穩定的環境，使得軍公教的實質所得在很早期就優於民間；且老一輩軍公教的退休所得替代率已是世界頂級。
軍公教18%政策享優存遭到社會人民廣泛質疑，關中主張：「公務員考試錄取率只有3%」、「不是每個人都能當公務員」、「18%的利息是國家跟跟公務人員借錢」等言論，引起社會譁然。

## 荣誉

### 中华民国勋章奖章
- 一等景星勋章（2016年4月18日于台北总统府颁授[16]）

## 爭議言行

### 黨職併公職年資溢領數千萬退休金
民進黨立委陳亭妃指出，關中廿五年八個月的退休年資，其中的十年二個月是黨職年資。關中當初申請的退休年資是二十六年，黨職就佔了十二年，三十年下來溢領6,648多萬元。國民黨黨職年資併入政府公職年資計算，合計退休金，使該黨黨工年資從相當於常任文官最初級的委任一職等，到最頂級的簡任十四職等都涵蓋在內。黨職併公職當威權時代時，基於黨政人事交流，曾制定了黨職公職相互採計退休年資的辦法，也就是公職可以併到黨職辦理黨職退休，黨職也可併到公職年資辦理退休，但後者的情形尚有一前提，就是要先具備公務人員考試及格資格。事實上，當時很多黨部主管是從公務部門轉任，也是希望讓他們仍能保有退休金的保障，才有此一規定。

### 發言風波
2008年7月9日香港《文匯報》報導，國民黨副主席關中日前在湖北武漢參加台灣週活動時，提出「國民黨長期執政，兩岸水到渠成的和平統一」說法。對此，關中否認說過類似言論。總統府發言人王郁琦表示，“這是關副主席的個人看法，總統府沒有評論”。

### 按摩風波
2012年11月13日，民進黨立委黃偉哲、台北市議員童仲彥、張茂楠踢爆，關中長期利用上班時間，在隨扈陪同把風下，搭公務車前去按摩。關中回應指他是責任制，沒有固定的上下班時間，此話一出立刻被網友酸爆了。有人指出，「責任制」對台灣的勞工來說，是說不完的心酸血淚史，但到了關院長的嘴裡卻變成為自己開脫的利器。民國99年時任考試院長的關中就曾經強推公務人員考績法修正案，規定公務員每年考績列丙等的比例不得低於3%，累計三次丙等就要開除或資遣。當時曾經引發全國公務員的恐慌，現在關中被踢爆上班時間按摩，還動用到公務車以及隨扈接送，「以身作則」，為全國公務員做了最壞的示範。，張茂楠表示，「上樑有歪，下樑何以正之？」此時討論考績法，關中上班摸魚去按摩，是不是應該先把自己的考績打丙等？關中應向全國民眾說清楚、講明白，否則就是踐踏全國公務員。

## 家庭
妻子張惠君是退輔會轉投資事業欣欣百貨總經理，卻不符合董事長、總經理等公司高層不得超過65歲的規定，年薪為新台幣232萬元。
夫妻育有一女一子，長女關雲娣，兒子關宇廷。長女2011年5月4日在上海墜樓身亡後，關中至上海處理她的後事，成為中華民國政府遷台後，現任中央政府院長級官員到訪中國大陸的第一人，大陸以「台灣考試機構負責人」稱呼關中。

## 著作
- 《國際社會與國際關係》
- 《變動世界秩序中的國際關係》，時報文化1982年初版
- 《美國外交與中美關係》
- 《美國對華政策的檢討》
- 《認識美國霸權主義》，民主文教基金會2003年初版，ISBN 957-8719-12-4
- 《意識型態和美國外交政策》，臺灣商務印書館2005年初版，ISBN 978-9570519969
- 《中國命運．關鍵十年：美國與國共談判真相（1937～1947）》，天下文化2010年初版，ISBN 978-9862165683
- 《川普和川普主義：分裂的美國》，時報文化2021年初版，ISBN 978-9571388731
- 《美國霸權的衰退和墮落：冷戰後美國外交政策的檢討》，時報文化2022年初版，ISBN 978-6263530201